# Bartolomé de Cárdenas (pintor)

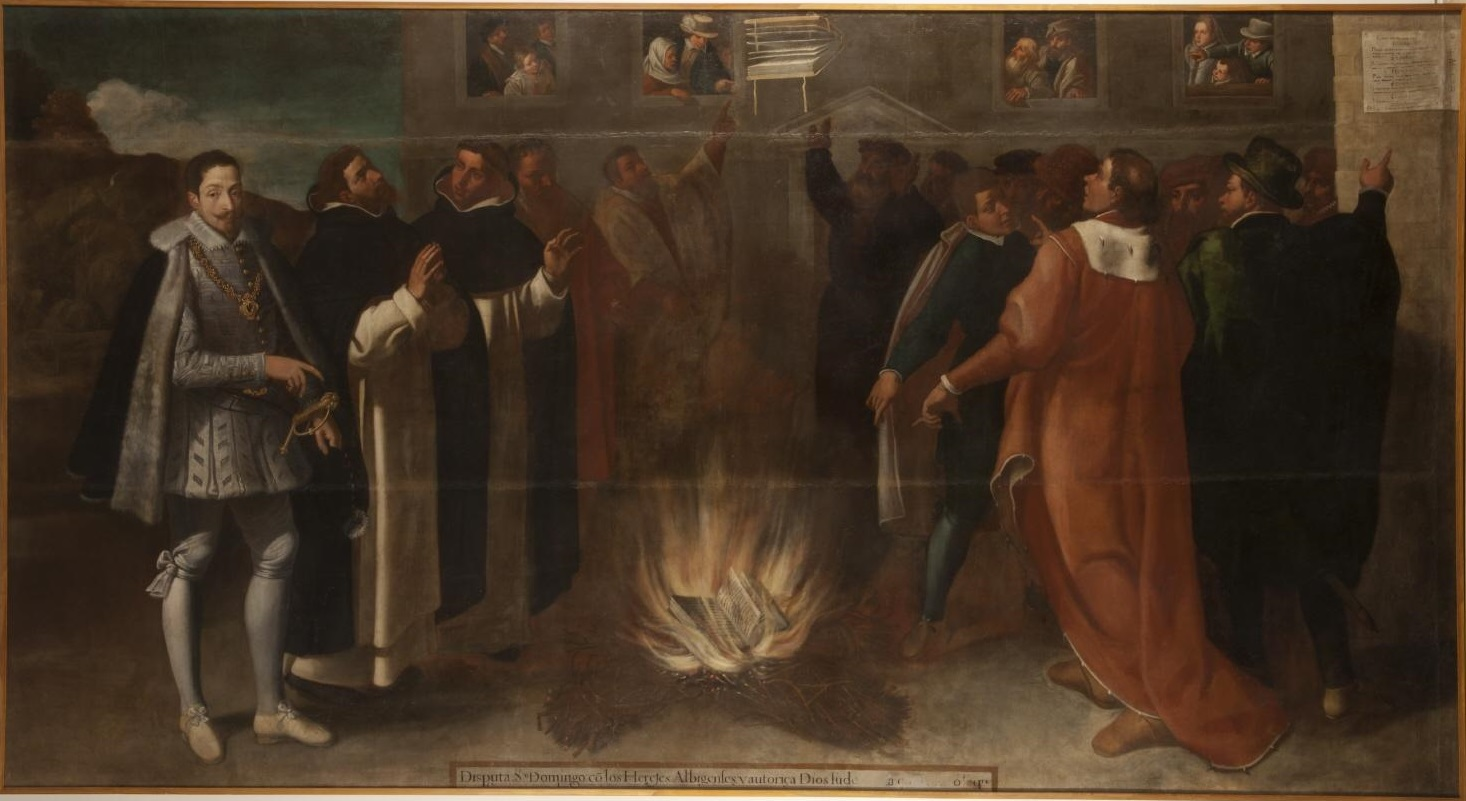
Disputa de Santo Domingo con los albigenses, óleo sobre lienzo, 233 x 426 cm, Valladolid, Museo Nacional de Escultura.

Bartolomé de Cárdenas (c. 1575-1628), pintor «natural del Reino de Portugal aunque oriundo de Castilla», según Antonio Palomino, y protegido del duque de Lerma, desempeñó su labor artística en Madrid y Valladolid, donde en 1622 fue nombrado pintor de la ciudad a título honorífico. 

## Biografía y obra
La biografía de Bartolomé de Cárdenas presenta importantes lagunas, no disponiéndose de datos ciertos acerca de su origen y formación. Nacido en Portugal, según aseguran sus primeros biógrafos, Ceán Bermúdez en su Diccionario histórico de los más ilustres profesores de las Bellas Artes, editado en 1800, le supuso discípulo de Alonso Sánchez Coello, aunque su educación, según Pérez Sánchez, es enteramente madrileña y de estilo próximo al de Vicente Carducho. Siguiendo a Palomino, añadía Ceán Bermúdez que Cárdenas se encontraba ya muy acreditado en Madrid en 1601, cuando al trasladarse la corte a Valladolid el duque de Lerma le llevó con él para trabajar en la iglesia de San Pablo donde pintó, entre otros, los lienzos del altar mayor, para retornar luego a Madrid, donde habría fallecido en 1606. Cuatro años después de publicarse el Diccionario de Ceán, Isidoro Bosarte observó que algunos de aquellos cuadros vallisoletanos estaban fechados en 1621, además de localizar algún documento de esos años, por lo que descartó que hubiese muerto en la fecha dada por Palomino. El propio Ceán hizo una rectificación en la Historia de la Pintura que dejó inédita a su muerte, advirtiendo ahora, además, que las pinturas ya citadas por Palomino del claustro de la Virgen de Atocha en Madrid, en las que colaboró con Juan de Chirinos, le fueron encargadas en 1619.
Parece necesario, por otra parte, desvincular los viajes de Cárdenas a Valladolid de los traslados de la corte, aunque sin duda estarían motivados por el patrocinio de Lerma, pues Cárdenas hizo ostentación del título de «primer pintor de Cámara de su Excelencia el señor Duque» y buena parte de su obra documentada tuvo como destino conventos colocados igualmente bajo el patrocinio del valido. En Madrid, Cárdenas aparece documentado en 1603. Casado con Magdalena Sánchez, en el mes de septiembre de ese año bautizó a una hija en la parroquia de San Sebastián de Madrid, actuando como padrino Antonio de Monreal. El mismo año firmó junto a Patricio y Eugenio Cajés, Orazio Borgianni y otros pintores el acta fundacional de la proyectada Academia madrileña de San Lucas. En Valladolid se documenta su estancia en 1610, ocupado en la serie de pinturas de la vida de Santo Domingo de Guzmán para el claustro del convento de San Pablo, del que era patrono el duque de Lerma. Al ciclo pertenecen el Bautismo de santo Domingo de Guzmán y la Disputa de Santo Domingo con los albigenses, con la quema de los libros heréticos, conservados actualmente en el Museo Nacional de Escultura. En 1612 hizo los retratos de cuerpo entero de Francisco Crema, señor de Pozaldez y arrendatario del obispado de Valladolid, su esposa e hijos, únicos datos conocidos de su actividad como retratista.
En la iglesia del citado convento de San Pablo, en una de sus capillas, Antonio Ponz pudo ver una «composición extraña, que tira al estilo de Bartolomé de Cárdenas», de la Venida del Espíritu Santo, y en otra un cuadro de igual estilo de la Anunciación, que pudiera ser la actualmente conservada en la catedral. Ya Palomino le atribuyó en el mismo lugar los cuadros de su altar mayor, otro de la Última Cena en el refectorio y una Gloria de grandes dimensiones que ocupaba todo el testero del coro, estos últimos perdidos. Isidoro Bosarte describió con mayor detalle el cuadro de la Gloria, en el que vio la fecha de 1621, donde se encontraba a la Virgen con el manto extendido acogiendo a algunos dominicos, con Santo Domingo en un extremo, de tamaño «colosal», como también lo eran algunos ángeles, en «numeroso acompañamiento de gloria», y en el lado derecho, de rodillas, Lerma vestido de cardenal y de tamaño natural, lo que Bosarte reprochaba al pintor por romper el equilibrio.

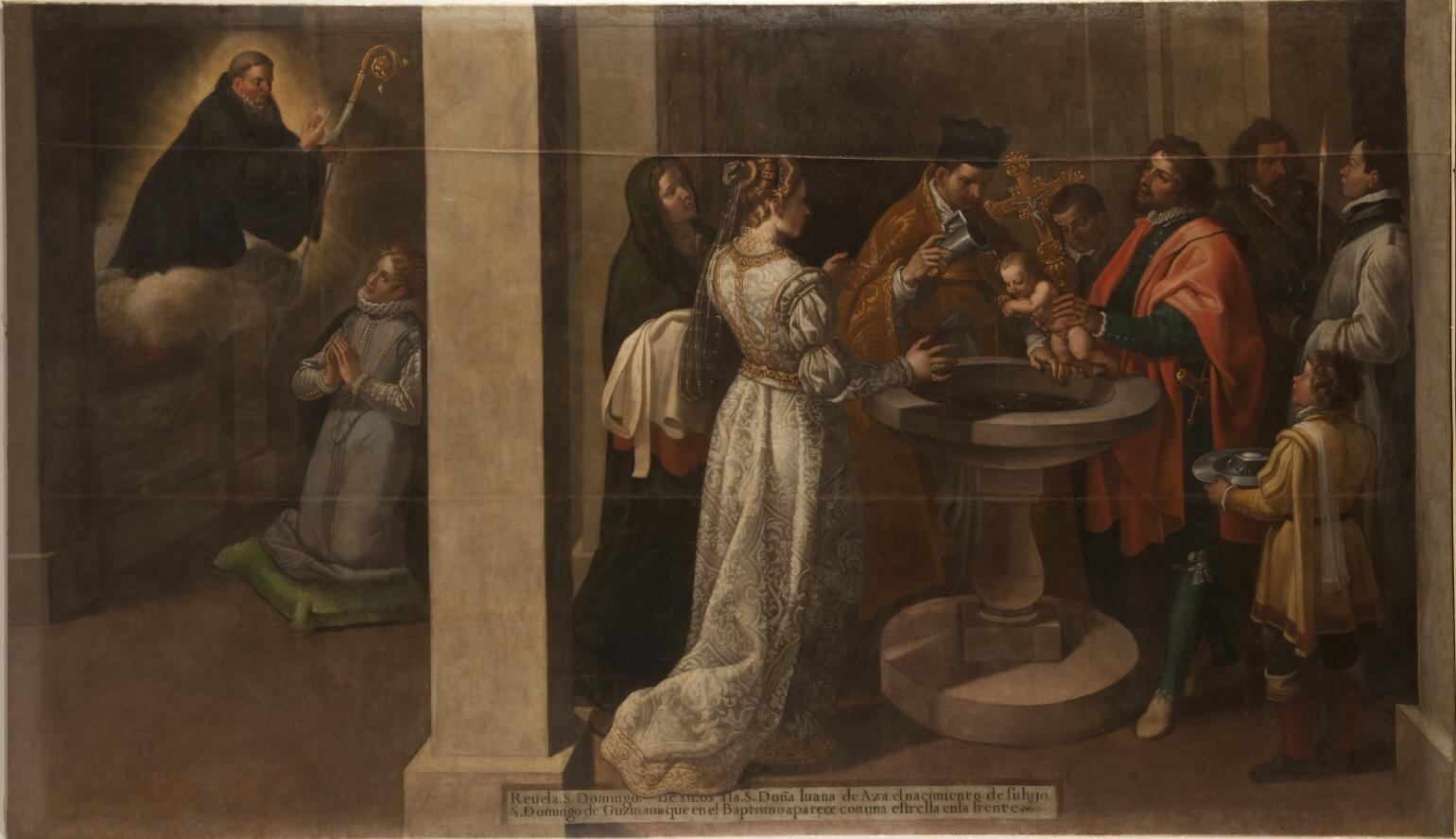
Bautismo de santo Domingo de Guzmán y revelación de santo Domingo de Silos a doña Juan de Aza, su madre, óleo sobre lienzo, 247 x 427 cm, Valladolid, Museo Nacional de Escultura

En cuanto a las pinturas del retablo mayor, la fecha de su ejecución ha de retrasarse a 1626, según Jesús Urrea, habiéndose firmado las escrituras para su realización el 24 de mayo de ese año con los ensambladores Melchor de Beva y Francisco Velázquez, tras paralizarse la ejecución del proyectado en 1613 para el que Gregorio Fernández se había comprometido a realizar nueve esculturas. En él, según Ceán, eran de Cárdenas cuatro lienzos: Vocación de San Pedro, Conversión de San Pablo, Natividad y Adoración de los Reyes -de los que únicamente los dos primeros se conservan en el crucero de la iglesia-, de cuyo estilo dice: «tienen fuego en la composición, corrección de dibujo, buenos partidos de paños, agraciado colorido, y manifiestan la inteligencia que tenía su autor del desnudo». Fuera de este convento, sus antiguos biógrafos mencionan en Valladolid un cuadro de la Porciúncula para el convento de San Francisco y un Cristo Crucificado de tamaño natural en la Real Chancillería. Pintado en 1624, es figura de perfil cercano al de los Crucificados del Greco, y «ejemplo significativo de su interés por la iluminación tenebrista, y por un evidente patetismo crispado».
Esta larga presencia en la ciudad del Pisuerga se vio interrumpida por un traslado a Madrid, a raíz quizá de la muerte de su esposa, Francisca de Ávila, el 19 de septiembre de 1613, presa en las cárceles de Valladolid. Un año después se encontraba efectivamente en Madrid, donde Juan Andrés de la Roble, pintor desconocido que debía de trabajar para otros pintores, declaraba en su testamento que Cárdenas le debía «un lienzo ordinario pintado en el un Niño peregrino con sus pasos de la Pasión». Todavía en Madrid, en 1619, se le encomendaron con Juan de Chirinos, discípulo de Luis Tristán según Palomino, los cuadros del claustro de la Virgen de Atocha, muy maltratados ya en tiempos de Ponz, donde representó un nuevo ciclo de la vida de Santo Domingo. Inmediatamente regresó a Valladolid, donde hacia 1620 residía un hijo, Juan de Cárdenas, dedicado a pintar «frutas y flores, con que los aficionados adornaban sus cámaras», según decía Ceán Bermúdez, tomando su información de Lázaro Díaz del Valle, quien pudo ver alguna de sus pinturas en la colección de Diego Baltodano y apuntaba por ello que eran muy apreciadas por los inteligentes. Muerto en 1625 su protector el duque de Lerma y concluidas las pinturas del retablo de San Pablo, retornó a Madrid donde falleció el 26 de abril de 1628. Estaba casado con Jerónima de Oviedo y dejaba como testamentario a su yerno, Juan Mateo, con oficio también de pintor.